# Gribov (Ort)
Gribov (ungarisch Kisgombás – bis 1907 Gribó, älter Gribova) ist eine Gemeinde im Nordosten der Slowakei mit 185 Einwohnern (Stand 31. Dezember 2024), die zum Okres Stropkov, einem Kreis des Prešovský kraj gehört.

## Geographie

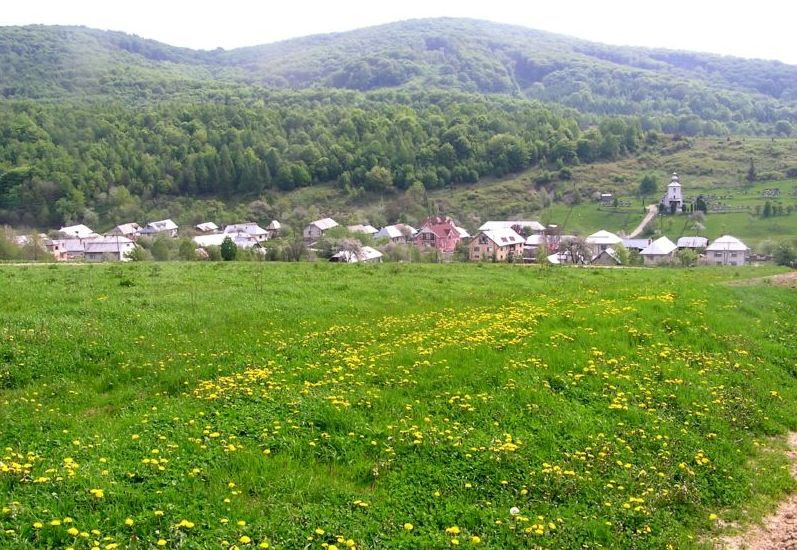
Gribov

Die Gemeinde befindet sich im Bergland Laborecká vrchovina innerhalb der Niederen Beskiden, im Tal des Baches Kožuchovský potok im Einzugsgebiet der Chotčianka und weiter der Ondava. Das Ortszentrum liegt auf einer Höhe von 284 m n.m. und ist 13 Kilometer von Stropkov entfernt.
Nachbargemeinden sind Kožuchovce im Norden, Miroľa im Nordosten, Pstriná im Osten, Staškovce im Südosten, Bukovce im Süden und Oľšavka im Westen.

## Geschichte
Gribov wurde zum ersten Mal 1414 als Grebo schriftlich erwähnt und war Teil der Herrschaft von Makovica. 1427 war keine Steuer fällig. 1711 flüchtete ein Großteil von Untertanen.
1787 hatte die Ortschaft 24 Häuser und 170 Einwohner, 1828 zählte man 32 Häuser und 237 Einwohner, die als Hirten und Waldarbeiter tätig waren.
Bis 1918 gehörte der im Komitat Sáros liegende Ort zum Königreich Ungarn und kam danach zur Tschechoslowakei beziehungsweise heute Slowakei. Auch in der Zeit der ersten tschechoslowakischen Republik verblieb die Bevölkerung bei traditionellen Einnahmequellen. Im Zweiten Weltkrieg wurde Gribov schwer beschädigt. Nach dem Zweiten Weltkrieg waren die Einwohner als privat organisierte Landwirte und Förster beschäftigt, einige pendelten zur Arbeit in Industriegebiete in Stropkov und Svidník.

## Bevölkerung
| Jahr                | 1994 | 2004    | 2014    | 2024    |
| ------------------- | ---- | ------- | ------- | ------- |
| Anzahl der Personen | 195  | 191     | 201     | 185     |
| Unterschied         |      | −2,05 % | +5,23 % | −7,96 % |

| Jahr                | 2023 | 2024    |
| ------------------- | ---- | ------- |
| Anzahl der Personen | 183  | 185     |
| Unterschied         |      | +1,09 % |

Nach der Volkszählung 2011 wohnten in Gribov 207 Einwohner, davon 153 Slowaken und 42 Russinen. 12 Einwohner machten keine Angabe zur Ethnie.
162 Einwohner bekannten sich zur griechisch-katholischen Kirche, 18 Einwohner zur orthodoxen Kirche, neun Einwohner zur römisch-katholischen Kirche und drei Einwohner zur Evangelischen Kirche A. B. Bei 15 Einwohnern wurde die Konfession nicht ermittelt.

## Bauwerke und Denkmäler
- griechisch-katholische Kirche Schutz der allheiligen Gottesmutter aus dem Jahr 1965, die eine ältere Holzkirche aus dem Jahr 1773 ersetzte

## Verkehr
Durch Gribov führt die Cesta III. triedy 3546 („Straße 3. Ordnung“) von Bukovce (Anschluss an die Cesta II. triedy 575 („Straße 2. Ordnung“)) heraus und endet im weiteren Verlauf als die Cesta III. triedy 3542 in Kožuchovce.